# Blepharomyia tibialis
Blepharomyia tibialis är en tvåvingeart som först beskrevs av Charles Howard Curran 1927.  Blepharomyia tibialis ingår i släktet Blepharomyia och familjen parasitflugor.
Artens utbredningsområde är British Columbia. Inga underarter finns listade i Catalogue of Life.